# Platycarpum eglandulosum
Platycarpum eglandulosum är en måreväxtart som beskrevs av Julian Alfred Steyermark. Platycarpum eglandulosum ingår i släktet Platycarpum och familjen måreväxter.
Artens utbredningsområde är Guyana. Inga underarter finns listade i Catalogue of Life.